# G-14
G-14 — організація європейських футбольних клубів. Заснована 2000 року 14-ма провідними клубами для представлення спільних інтересів на переговорах з УЄФА та ФІФА. Нові члени могли бути прийняті в організацію лише за запрошенням. У серпні 2002 року ще чотири клуби приєдналися, довівши число учасників до 18, хоча організація зберегла колишню назву. Після підписання угод з ФІФА та УЄФА, за яким ці організації виплатять клубам солідні суми за виклик футболістів до збірних, G-14 оголосила про свій саморозпуск 15 лютого 2008 року. G-14 2008 року замінила Асоціація європейських клубів.
Клуби G-14 представляли 7 різних країн і в сумі виграли понад 250 національних чемпіонатів. По три команди представляють вищі ліги чемпіонатів Англії, Франції, Німеччини, Італії та Іспанії, ще два клуби з Нідерландів — команди з цих ліг традиційно вважаються фаворитами в боротьбі на європейській арені. Один клуб представляє Португалію. Члени G-14 вигравали Лігу чемпіонів 41 раз за 51 сезон.
У фіналі Ліги чемпіонів 2004 вперше з 1992 року грала команда, яка не входить в G-14 — «Монако». Лише в трьох фіналах Ліги чемпіонів не було команди з G-14.
У фіналах Кубка УЄФА члени G-14 не грали 12 разів. У 2005 році вперше з 1989 року в фіналі грали дві команди, що не входять в G-14 — «ЦСКА» М. та «Спортінг».

## Члени G-14
Засновники, 2000
- Реал Мадрид (Іспанія)
- Барселона (Іспанія)
- Мілан (Італія)
- Інтернаціонале (Італія)
- Ювентус (Італія)
- Ліверпуль (Англія)
- Манчестер Юнайтед (Англія)
- Баварія (Німеччина)
- Борусія Д. (Німеччина)
- Аякс (Нідерланди)
- ПСВ (Нідерланди)
- Олімпік М. (Франція)
- Парі Сен-Жермен (Франція)
- Порту (Португалія)

Нові члени, 2002
- Арсенал (Англія)
- Баєр (Німеччина)
- Олімпік Л. (Франція)
- Валенсія (Іспанія)